# Калина Попова
Калина Попова-Кисьова (1945 г. – 8 юни 2014 г.) е българска актриса.
Завършва актьорско майсторство във ВИТИЗ „Кръстьо Сарафов“ през 60-те години на двадесети век. През периода 1971 – 1972 г. участва в постановки на Видинския театър. Там се запознава с Венцеслав Кисьов през 1971 г., когато двамата играят главните герои в пиесата на Уилям Шекспир, „Ромео и Жулиета“ под режисурата на Леон Даниел. След това играе няколко години в Драматичен театър Габрово.
От 1977 до 1990 г. е в трупата на Театър „София“. Пиесите с нейно участие включват „Женски години“ на Надежда Драгова и Първан Стефанов, „Да отвориш рана“ на Боян Папазов, „Хеда Габлер“ на Хенрик Ибсен, „Училище за сплетни“ на Ричард Шеридан, „Меко казано“, „В лунната стая“ и „Морско синьо“ на Валери Петров, „Нощ на изпитания“ на Йежи Лютовски и „Ние, Врабчетата“ на Йордан Радичков. През 1990 г. напуска Театър „София“ и се премества, заедно с останалите артисти, недоволни от ръководството, в новосформирания Малък градски театър „Зад канала“. Тя е в трупата на театъра до 1993 г.
През кариерата си играе във филми, радио поредици и телевизионни постановки. Най-известната ѝ телевизионна пиеса е „С вкус на горена захар“, където си партнира с Марин Янев през 1984 г. През 90-те години Калина Попова участва в дублажа на сериалите „Касандра“ и „Три съдби“ за Нова телевизия.
В периода 2002 – 2011 заедно с Венцеслав Кисьов, преподават актьорско майсторство в школата към театър „Сълза и смях“. Тя ръководи детската група, докато той води младежката група.
Женена е за Венцеслав Кисьов от 1972 г. до смъртта му на 19 май 2014 г. Имат един син. Калина Попова умира на 8 юни 2014 г., 20 дни след смъртта на Венци.

## Телевизионен театър
- „Мъжът с пъстрия костюм“ (1984) (Арди Лийвес)
- „С вкус на горена захар“ (1984) (от Божидара Цекова, сц. Роксена Кирчева, реж. Асен Траянов)
- „Престолът“ (1975) (Иван Вазов)
- „Диалози“ (1970) (Кръстю Пишурка)

## Филмография
- „Осъдени души“ (1975)